# Rhodamnia moluccana
Rhodamnia moluccana là một loài thực vật có hoa trong Họ Đào kim nương. Loài này được Burret miêu tả khoa học đầu tiên năm 1941.